# 시드니 올림픽 공원 테니스 센터

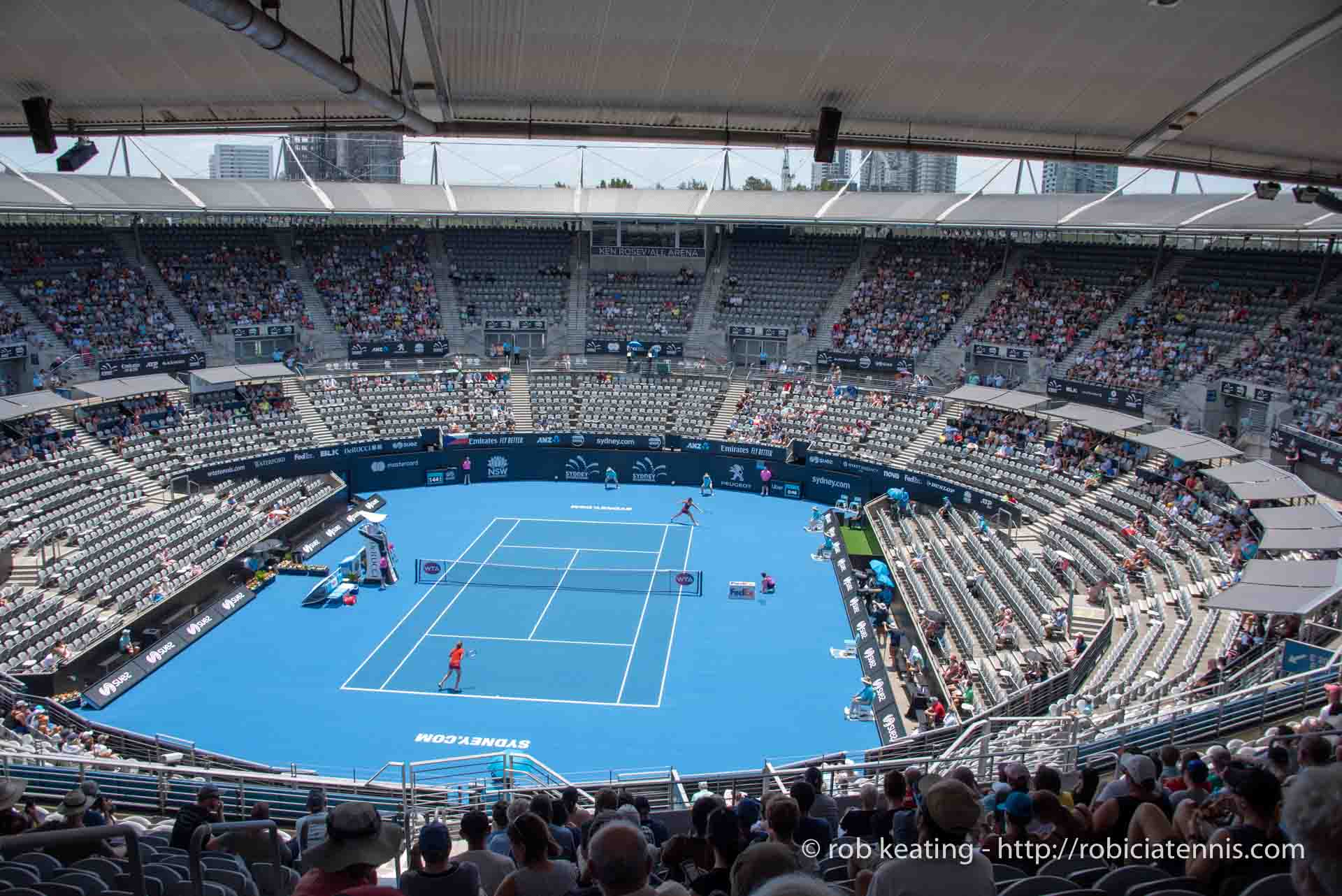

시드니 올림픽 공원 테니스 센터(Sydney Olympic Park Tennis Center)는 오스트레일리아 뉴사우스웨일스주 시드니의 시드니 올림픽 공원 교외에 위치한 테니스 및 다목적 스포츠 시설이다. 이 센터는 1999년에 지어졌으며 2000년 하계 올림픽 테니스 경기를 개최했다. 이 경기장에서는 2000년부터 2019년까지 시드니 국제 토너먼트, 2022년 시드니 테니스 클래식, 2020년과 2022년 ATP 컵, 2023년부터 유나이티드 컵이 개최되었다. 중앙에 있는 주 경기장은 좌석이 있는 켄 로즈월 아레나이다. 10,500명을 수용할 수 있으며 테니스와 네트볼을 포함한 다양한 스포츠를 개최할 수 있다.

## 시설
2008년 12월, 중앙 코트는 시드니 태생의 테니스 선수이자 여러 번의 그랜드 슬램 우승자인 켄 로즈월의 이름을 따서 켄 로즈월 아레나(Ken Rosewall Arena)로 이름이 변경되었다. 경기장에는 10,500명을 수용할 수 있다. 또한 각각 4,000명과 2,000명의 관중을 수용할 수 있는 2개의 다른 쇼 코트와 10개의 다른 매치 코트, 6개의 연습 코트가 있다.

## 같이 보기
- 2000년 하계 올림픽 경기장